# Marin Sebastus de Amalfi
Marin Sebastus a fost un membru al dinastiei Sergio din Ducatul de Neapole și al familiei Capuano din Amalfi. El a avut titlul bizantin de sebastos atunci când a fost ales ca duce al Republicii Amalfi în 1096, în opoziție cu suzeranitatea normandă.
Sub conducerea lui Bohemund de Taranto și a lui Roger I al Siciliei, normanzii au atacat Amalfi, însă au fost respinși. Cu ocazia acestui asediu, Bohemond s-a întâlnit cu războinici plecați pentru a participa la Prima cruciadă, convingându-l să se ralieze și el cruciadei în Țara Sfântă. În ceea ce îl privește pe Marin, după obținerea victoriei asupra normanzilor, a întărit sistemul de apărare a orașului și a adăugat trupe de sarazini în număr de 20.000, destinate flotei. De asemenea, a luat măsuri administrative, creând ordo curialium, o curte a justiției și a recunoscut autonomia și caracterul democratic al cetățenilor orașului.
Marin a fost până la urmă depus de către normanzi, în alianță cu unii dintre nobilii amalfitani, cândva între 1100 și 1110.